# Ясодаман I
Ясодаман I — сакський правитель з династії Західні Кшатрапи.